# Owen Moore

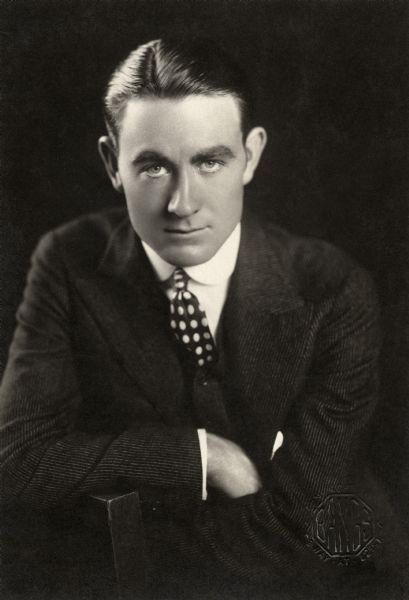
Owen Moore (1914)

Owen Moore (* 12. Dezember 1886 im County Meath, Irland; † 9. Juni 1939 in Beverly Hills, Kalifornien) war ein US-amerikanischer Schauspieler irischer Abstammung.

## Leben
Ebenso wie seine Brüder Tom (1883–1955) und Matt Moore (1888–1960) war Owen Moore ein vielbeschäftigter Darsteller der Stummfilmära. Mit 11 Jahren kam er mit seiner Familie aus Irland in die USA. Nicht zuletzt wegen seines guten Aussehens wurde er für das Theater und ab 1908 auch für den Film entdeckt. Er wurde bei der Biograph Company unter anderem von David Wark Griffith in dessen Frühwerken eingesetzt.
Owen lernte dabei Mary Pickford kennen, die auf dem Weg zum Star war. Sie heirateten heimlich 1911 und drehten zusammen einige Filme, darunter James Kirkwoods Cinderella und Mistress Nell. 1920 wurde die Ehe geschieden und Pickford heiratete Douglas Fairbanks. Danach bildete Owen bis zu seinem Tod 1939 mit der Schauspielerin Katherine Perry sowohl privat wie auch in einigen Filmen ein Paar. Mit dem Beginn der Tonfilmzeit sank Owen Moores Popularität. Er war zwar auch ein talentierter Sänger, aber für Musicals war er als Star mittlerweile zu alt. Deshalb war er hauptsächlich nur noch als Nebendarsteller zu sehen. In seinem letzten Film Ein Stern geht auf verkörperte er 1937 einen Filmregisseur.
Die drei Moore-Brüder traten in einem Film gemeinsam auf: Side Step (1928). Auch die Mutter der drei Brüder war Schauspielerin, eine Charakterdarstellerin. Sie beendete aber 1915 ihre Karriere und kehrte nach Irland zurück. Zwei weitere Geschwister, Mary und Joe, waren ebenfalls Schauspieler, doch sie starben schon früh.
Im Alter von nur 52 Jahren erlag Owen Moore einem Herzinfarkt. Auf dem Hollywood Walk of Fame ist Owen Moore, der in fast 300 Filmen mitgewirkt hat, mit einem Stern verewigt (6725 Hollywood Boulevard).

## Filmografie (Auswahl)
- 1933: Sie tat ihm unrecht (She Done Him Wrong)
- 1908: The Guerilla
- 1909: The Prussian Spy
- 1909: A Fool’s Revenge
- 1909: The Roue’s Heart
- 1909: Lines of White on a Sullen Sea
- 1909: The Deception
- 1909: The Lonely Villa
- 1909: Leather Stocking
- 1909: A Corner in Wheat
- 1910: In the Border States
- 1910: The Fugitive
- 1914: Cinderella (Cinderella)
- 1915: Mistress Nell (Mistress Nell)
- 1916: Intolerance (Intolerance: Love's Struggle Throughout the Ages)
- 1925: Die Frau aus der Tiefe (Camille of the Barbary Coast)
- 1926: Der Rabe von London (The Blackbird)
- 1926: Der Schrecken von Singapore (The Road to Mandalay)
- 1927: Am Teetisch (Tea for Three)
- 1927: The Taxi Dancer
- 1928: Die Komödiantin (The Actress)
- 1930: Sirenen um Mitternacht (Outside the Law)
- 1931: Stout Hearts and Willing Hands
- 1932: Wie Du mich wünschst (As You Desire Me)
- 1933: Sie tat ihm unrecht (She Done Him Wrong)
- 1937: Ein Stern geht auf (A Star is Born)